# Ryū Murakami
Ryū Murakami (japanska: 村上龍?, Murakami Ryū), ursprungligen Murakami Ryūnosuke (村上 龍之助), född 19 februari 1952 i Sasebo, Nagasaki  är en japansk författare. Hans böcker är ofta mycket originella. Det enda som publicerats på svenska är debutromanen Oändligt blå som sålt över en miljon exemplar i Japan. 
År 1976 belönades Murakami med det japanska Akutagawa-priset.